# John Michael Quinn

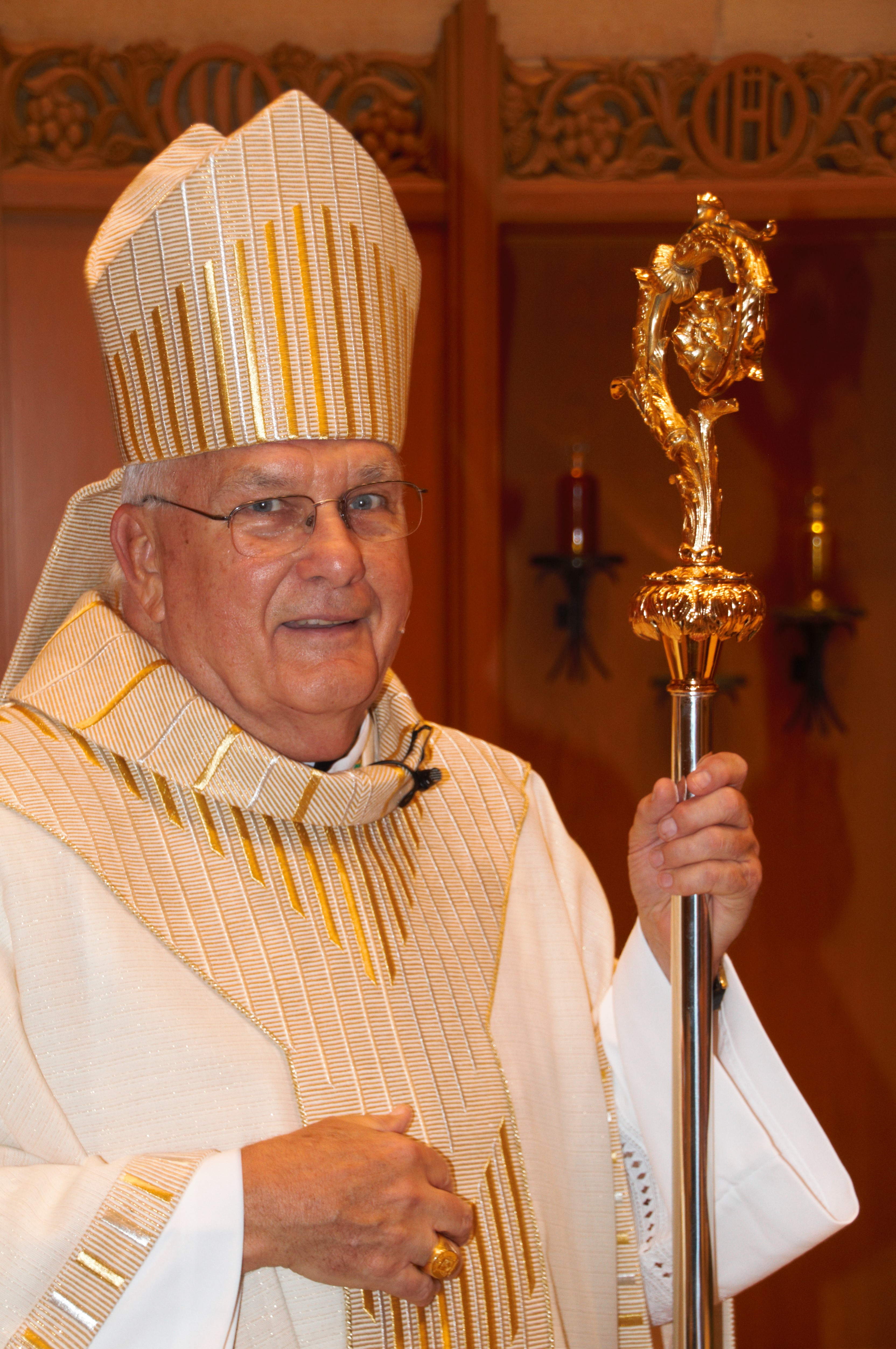
John Michael Quinn (2017)

Bischofswappen von John Michael Quinn

John Michael Quinn (* 17. Dezember 1945 in Detroit) ist ein US-amerikanischer Geistlicher und emeritierter römisch-katholischer Bischof von Winona.

## Leben
John Michael Quinn empfing am 17. März 1972 die Priesterweihe für das Erzbistum Detroit.
Papst Johannes Paul II. ernannte ihn am 7. Juli 2003 zum Weihbischof im Erzbistum Detroit sowie zum Titularbischof von Ressiana. Der Erzbischof von Detroit, Kardinal Adam Joseph Maida, spendete ihm daraufhin am 12. August desselben Jahres die Bischofsweihe; Mitkonsekratoren waren Kurienkardinal Edmund Casimir Szoka sowie Walter Joseph Schoenherr, Weihbischof im Erzbistum Detroit.
Am 15. Oktober 2008 ernannte ihn Papst Benedikt XVI. zum Koadjutorbischof von Winona. Mit dem altersbedingten Rücktritt Bernard Joseph Harringtons am 7. Mai 2009 trat Quinn dessen Nachfolge als Bischof von Winona an.
Papst Franziskus nahm am 2. Juni 2022 seinen altersbedingten Rücktritt an.